# Vlag van Gulpen-Wittem

De vlag van de gemeente Gulpen-Wittem

De vlag van Gulpen-Wittem is in 1999 door de gemeenteraad van Gulpen-Wittem vastgesteld als officiële vlag van deze Limburgse gemeente. Deze logovlag toont het gemeentelogo. Logovlaggen worden niet opgenomen in het vlaggenregister van de Hoge Raad van Adel omdat ze zich niet aan de regels van de vlaggenleer houden.

## Verwante afbeelding

Wapen van Gulpen-Wittem

Beek 
· Beekdaelen 
· Beesel 
· Bergen 
· Brunssum 
· Echt-Susteren 
· Eijsden-Margraten 
· Gennep 
· Gulpen-Wittem 
· Heerlen 
· Horst aan de Maas 
· Kerkrade 
· Landgraaf 
· Leudal 
· Maasgouw 
· Maastricht 
· Meerssen 
· Mook en Middelaar 
· Nederweert 
· Peel en Maas 
· Roerdalen 
· Roermond 
· Simpelveld 
· Sittard-Geleen 
· Stein 
· Vaals 
· Valkenburg aan de Geul 
· Venlo 
· Venray 
· Voerendaal 
· Weert